# Calixto Bieito
Calixto Bieito (Miranda de Ebro, Burgos, 1963) és un director i actor espanyol. La seva trajectòria ha estat lligada en part a la productora barcelonina Focus, però a partir de la primera dècada del segle xxi ha esdevingut un dels directors escènics més internacional de Catalunya, muntant espectacles teatrals i òperes a grans festivals i teatres europeus; destaquen les seves posades en escena d'òpera, que han provocat controvèrsia pels seus continguts i que l'han convertit en un dels més decidits renovadors en aquesta matèria.

## Biografia
Des d'infant s'interessà pel teatre, i hi va fer les primeres passes als jesuïtes de la seva localitat nadiua. Quan tenia quinze anys la família de Calixto Bieito es traslladà a Vilanova i la Geltrú, i al cap de pocs anys dirigí el seu primer espectacle, El juego del amor y del azar, de Marivaux (1985), al Teatre Adrià Gual. Seguiren diversos muntatges shakespearians estrenats al Festival Grec, com Els dos cavallers de Verona (Grec'89), i una versió d'Un somni d'una nit d'estiu situada en el món contemporani, amb la companyia La Infidel (Grec'91), que assolí un gran èxit i que fou reposada a l'any següent; també Els enamorats, de Goldoni, estrenada en el Grec de 1990. Foren anys en què estudià matèries tan diverses com filologia hispànica, història de l'art i interpretació i direcció escènica, aquestes darreres a l'Institut del Teatre.
A partir de 1985 aconseguí un seguit de beques per rebre cursos arreu d'Europa amb creadors com Peter Brook, Jerzy Grotowski i Ingmar Bergman, entre d'altres. Una de les influències més importants d'aquesta etapa de formació fou, segons el mateix Bieito, el traductor xilè d'origen hongarès Adan Kovacsics, establert a Barcelona, que fou el traductor de textos muntats per Bieito a la Sala Beckett com El dinar, de Thomas Bernhard (1993), i Kasimir i Karoline, d'Ödön von Horváth (1994); a més, va escenificar en aquesta sala Marina, d'Ignasi García. Són anys en què rep el suport de grans creadors de l'escena catalana, com Lluís Pasqual i Lluís Homar, entre d'altres.
Una de les grans estrenes d'aquest període fou Un dia, adaptació de la novel·la de Mercè Rodoreda Mirall trencat, en el Grec de 1993, amb motiu del desè aniversari de la mort de l'escriptora. En aquesta ocasió, la crítica no fou bona. És en aquest espectacle que Bieito conegué la seva muller, l'actriu Roser Camí.
La seva vinculació amb els grans teatres europeus li permeté impartir tallers i muntar espectacles com La casa de Bernarda Alba, amb alumnes del Piccolo Teatro (1994). Ja en aquells anys demostrà una gran capacitat per canviar de registre muntant la sarsuela La verbena de la paloma, amb una proposta sorprenent protagonitzada per Carles Canut i estrenada al Grec'96, que fou convidada a participar al Festival d'Edimburg i que va iniciar una estreta relació amb aquest festival i el seu director, Brian McMaster.
A mitjan anys noranta aconseguí un seguit d'èxits que el convertiren en un valor sòlid de l'escena catalana; així, presentà El rei Joan, de Shakespeare (1995); muntà Amfitrió, de Molière (1995), al Teatre Lliure; en altres teatres, La profesión de la señora Warren, de G. Bernard Shaw (1997), protagonitzada per Julieta Serrano; en teatre musical escenificà Company, de Stephen Sondheim, amb l'Orquestra de Cambra del Teatre Lliure (1997).
Calixto Bieito ha mantingut una estreta relació professional amb la productora Focus. Després d'haver muntat quatre espectacles —Galileo Galilei (1996), La verbena de la paloma (1996), La tempesta (1997) i La casa de Bernarda Alba— fou nomenat director artístic del Teatre Romea la temporada 1999-2000; hi formà companyia i aconseguí alguns dels seus grans èxits, tant nacionals com internacionals, com a director escènic. Per inaugurar la nova etapa presentà una nova versió del seu espectacle basat en La vida es sueño, de Pedro Calderón de la Barca, que havia estrenat amb actors britànics al Festival d'Edimburg de 1998 i que es va poder veure al Barbican Theatre londinenc i a Nova York, amb excel·lents crítiques. L'any 2000 rebé el premi de l'Asociación de Directores de Escena de España (ADE) i el premi al millor director atorgat per The Iris Time – ESB Iris Awards. Aquest mateix any el seu muntatge de les Comedias bárbaras, de Valle-Inclán, al Festival d'Edimburg, ple d'escenes de violència i sexe, aixecà una gran polèmica, obtingué unes crítiques molt negatives i fou qualificat pel diari The Times com «l'obra més impactant presentada en els cinquanta-quatre anys del Festival».
Al capdavant del Romea dirigí espectacles memorables per la llibertat amb què actualitzà trames com Macbeth (2002), protagonitzat per Mingo Ràfols i Roser Camí; El rei Lear (2004), amb Josep Maria Pou de protagonista, i Plataforma (2006), a partir de la novel·la de Michel Houellebecq, protagonitzada per Juan Echanove, que es representà també a Edimburg i obtingué un èxit aclaparador. Cal destacar el treball dels membres de la companyia del Romea amb qui muntà aquests espectacles: Roser Camí, Mingo Ràfols, Àngels Bassa, Boris Ruiz, Carles Canut i Lluís Villanueva.
Són anys en què Bieito compagina el treball al capdavant del Romea amb les posades en escena d'òperes que es representen a diverses capitals europees. El 2001 fa la direcció escènica de Don Giovanni, de Mozart, que provocà un escàndol per les escenes violentes —es va reposar al Liceu el 2008. L'any 2000 ja havia escenificat al Liceu una polèmica versió d'Un ballo in maschera, de Verdi, ambientada en els anys de la Transició espanyola. La presència internacional dels seus espectacles es completa amb la presentació el 2003 de la versió de Macbeth ubicada en un clan mafiós, al Barbican Theatre, en català i castellà. Aquell mateix any rebé el premi al millor artista del Festival d'Edimburg, i l'any següent estrenà la seva versió de L'òpera dels tres rals a la regió del Ruhr, que fou escurçada pels hereus de Brecht i l'editorial Suhrkamp, que en tenien els drets. El 2004 muntà l'òpera El rapte del serrall, de Mozart, a la Komische Oper de Berlín, que incidia de nou en les escenes sexuals i violentes i situava l'obra en un bordell. El 2005 muntà Cavalleria rusticana i I pagliacci, de Leoncavallo, per a l'Òpera de Hannover, i Madama Butterfly, de Puccini, de nou amb la Komische Oper de Berlín; el 2006, el Wozzeck, d'Alban Berg, estrenada al Gran Teatre del Liceu; Macbeth, de Verdi, a l'Òpera de Frankfurt; The rake's progress', de Stravinski, estrenada al Palacio de la Ópera d'A Coruña, i Don Carlo, de Verdi, a l'Òpera de Basilea.
De nou amb la companyia del Romea muntà Peer Gynt, d'Ibsen (2006), protagonitzada per Joel Joan, que estrenà al Festival de Bergen (Noruega) en la commemoració del centenari de la mort del dramaturg. L'any següent presentà el muntatge Tirant lo Blanc, basat en la novel·la medieval de Joanot Martorell, que representà Catalunya, país convidat a la Fira del Llibre de Frankfurt, i que aconseguí el premi de la Crítica Teatral Barcelonina al millor director (2007). L'espectacle, de gran llibertat creativa, comptà amb música original de Carles Santos, que va aconseguir un muntatge visceral i faller. El 2008, també al Romea, Los persas. Réquiem por un soldado, que situa l'acció de la tragèdia d'Èsquil en les guerres contemporànies. El 2009 muntà Don Carlos, de Schiller, emmarcant la peça a l'Espanya contemporània, amb esment als GAL i l'Església espanyola, i que es pogué veure al Grec de 2009 en una producció del Teatre Nacional de Mannheim amb motiu del 250è aniversari del naixement del dramaturg; va rebre el premi a la millor adaptació escènica per la Crítica Teatral Barcelonina.
L'any 2010 rebé l'encàrrec de dirigir el Festival de las Artes de Castilla y León (Fàcyl), on aconseguí portar grans noms de l'escena internacional com Heiner Goebbels i Alain Platel. En el marc del festival presentà Voices, un oratori amb músiques de diferents èpoques, centrat en el dolor, la passió i la mort en el món contemporani, que estrenà al Festival de Bergen (Noruega) i que es veié al Romea el 2011. El setembre de 2010 abandonà la direcció artística del Romea després d'onze temporades al capdavant del teatre. Uns quants mesos abans havia reposat la versió de La vida es sueño a Buenos Aires amb una excel·lent recepció de crítica i públic. El 2011 va obtenir el premi Ciutat de Barcelona per la projecció internacional de la ciutat aconseguida a través dels seus espectacles. Aquell mateix any estrenà l'espectacle Desaparecer, basat en textos d'Edgar Allan Poe i interpretat per Juan Echanove i la cantant Maika Makovski, com a comiat dels anys al capdavant del Romea.
El 2011 el grup Focus li encarregà la direcció del projecte Barcelona Internacional Teatre (BIT), una factoria de creació teatral amb base a Barcelona amb l'objectiu de servir com a projecció als creadors catalans. El primer fruit del nou projecte fou l'estrena el 2012 de Forests, basat en textos de Shakespeare, espectacle en català i anglès amb intèrprets sorgits de la Royal Shakespeare Company (RSC) i actors catalans com Josep Maria Pou i Roser Camí, que s'estrenà a Birmingham i que girà per diversos teatres i festivals de l'Estat espanyol.
Tornant a les posades en escena operístiques, el 2008 dirigí L'holandès errant, de Wagner, a l'Òpera de Stuttgart, i el 2009, La vida breve, de Falla, a l'Òpera de Friburg. El mateix any li fou concedit el Premi de Cultura Europeu de la fundació suïssa Pro Europa, que reconeixia la seva tasca en el camp de l'òpera. El 2010 muntà de nou amb l'Òpera de Stuttgart un Wagner, Parsifal, que ambientà en un territori apocalíptic; el mateix any ja havia dirigit La casa dels morts, de Janácek; Le Gran Macabre, de Ligeti, basat en la peça de Michel de Ghelderode, per a l'Òpera de Friburg, i, especialment, Carmen, de Bizet, estrenada al Festival de Peralada, que obtingué èxit de crítica i la contestació d'una part de la platea. A finals del 2010 estrenà Fidelio, de Beethoven, a l'Òpera de Múnic.
El 2013 muntà amb l'Òpera de Baviera Borís Godunov, de Mússorgski, utilitzant primeres figures de la política internacional; aquest mateix any muntà l'òpera espanyola Pepita Jiménez, d'Isaac Albéniz, basada en la novel·la de Juan Valera i estrenada als Teatros del Canal de Madrid. Per aquesta darrera posada en escena va obtenir el 2014 el premi Campoamor a la millor direcció d'escena.
En aquests últims anys Bieito ha fixat la seva residència a Basilea com a director resident de l'òpera d'aquesta ciutat suïssa, i és contínuament reclamat pels teatres centreeuropeus com una de les figures consagrades de l'escena internacional.

## Obres
- 1991: Sueño de una noche de verano
- 1993: Un día
- 1994: Kasimir y Karoline
- 1995: Anfitrión
- 1996: Galileo Galilei
- 1997: Company
- 1998: Pierrot Lunaire
- 1998: Life is a Dream
- 1998: La casa de Bernarda Alba
- 1999: Mesura per mesura
- 2000: La vida es sueño
- 2000: Barbaric Comedies
- 2001: Macbeth
- 2002: La ópera de cuatro cuartos
- 2003: Hamlet
- 2004: El Rey Lear
- 2004: Celestina
- 2006: Plataforma
- 2006: Peer Gynt
- 2007: Tirant lo Blanc
- 2007: Los persas. Réquiem por un soldado